# Kent Benson
Michael Kent Benson (ur. 27 grudnia 1954 w New Castle) – amerykański koszykarz, środkowy, laureat nagrody J. Walter Kennedy Citizenship Award.

## Osiągnięcia

### NCAA
- Mistrz NCAA (1976)[1]
- NCAA Tournament Most Outstanding Player (1976)[2]
- Zawodnik Roku Helms Foundation (1976)[3]
- Wybrany do:
  - I składu:
    - All-American (1976, 1977)[4]
    - turnieju NCAA (1976)[5]

  - Koszykarskiej Galerii Sław stanu Indiana - Indiana Basketball Hall of Fame (1999)[6]

### NBA
- Zdobywca nagrody J. Walter Kennedy Citizenship Award (1982)[7]